# Dennis Potter
Dennis Christopher George Potter (Forest of Dean, 17 mei 1935 – Ross-on-Wye, 7 juni 1994) was een Engels toneelschrijver, vooral bekend door The Singing Detective. Zijn televisiedrama's waren een mengsel van fantasie en werkelijkheid, van persoonlijke en maatschappelijke problemen. Hij maakte met name graag gebruik van thema's en beelden uit de volkscultuur.

## Biografie
Dennis Potter werd geboren in Berry Hill, Forest of Dean, Gloucestershire. Zijn vader, Walter Edward Potter (1906-1975), was mijnwerker in de plattelandsmijnstreek tussen Gloucester en Wales; zijn moeder was Margaret Constance, geboren Wale (1910-2001). Hij had een zuster, genaamd June.
Hij kreeg een protestantse opvoeding en viel onder de plaatselijke Salemkerk. Hij ging in Christchurch naar de lagere school en in 1946 slaagde hij voor het toelatingsexamen voor het Bell-gymnasium in Coleford. Daarna ging hij naar de St. Clement Danes School in Londen, waar het gezin een tijd inwoonde bij de grootvader van moederskant in Hammersmith. Gedurende die periode werd de tien jaar oude Dennis seksueel misbruikt door zijn oom; het was een ervaring waarop hij later herhaaldelijk toespelingen zou maken in zijn werk. Tussen 1953 en 1955 vervulde hij zijn militaire dienstplicht en leerde Russisch aan de Joint Services School for Linguists, werkte bij de Inlichtingendienst en vervolgens bij het Ministerie van Oorlog.
Na zijn militaire diensttijd kreeg hij in 1956 een studiebeurs en ging hij naar het New College, in Oxford om politieke wetenschappen, filosofie en economie te studeren. Hij gaf daar het Isis-magazine uit. In 1958 studeerde hij af, nadat hij zijn second-class-graad had behaald. Door zijn mentor economie werd hij beschreven als een lange, magere jongeman met rood haar, een "kruising tussen Jimmy Porter en Keir Hardie". Op 10 januari 1959 trouwde hij in de parochiekerk van Christchurch met Margaret Amy Morgan (1933–1994). De Potters hadden een zoon, Robert, en twee dochters Jane en Sarah, die in de jaren tachtig beroemd zou worden als een internationale cricketspeelster.
Na Oxford trad Potter in dienst bij de BBC, aanvankelijk als stagiair bij de radio en vervolgens als televisiejournalist. In die periode werkte hij voor het programma Panorama over de mijnsluitingen in het Forest of Dean. De televisiejournalistiek beviel hem niet. Hij vertrok bij de BBC en trad in dienst bij de linkse krant de Daily Herald; vanaf augustus 1961 was hij televisiecriticus voor die krant en voor de opvolger daarvan, The Sun. Hij keerde echter binnen korte tijd terug naar de televisie en schreef samen met David Nathan teksten voor het programma That Was The Week That Was. Hij overwoog ook om voor Labour parlementslid te worden (zie onder). Potter begon zijn carrière als schrijver van televisiestukken, hoofdzakelijk nadat hij in 1963 de Granada-versie van Leo Tolstojs Oorlog en Vrede had gezien, gebaseerd op de befaamde toneelbewerking van Erwin Piscator. Potter had die de "ongetwijfeld opwindendste avond die de televisie ons ooit heeft verschaft" genoemd.

## Werk

### Televisie
Potter begon als televisiescenarioschrijver met The Confidence Course, een onthulling over het Dale Carnegie-Instituut, dat hem vervolgens dreigde met een rechtszaak. Hoewel Potter afdoende afstand nam van het stuk, is het opmerkelijk doordat daarin gebruik wordt gemaakt van ongewone kunstgrepen (in dit geval het doorbreken van de vierde wand), dat een kenmerk zou worden van Potters volgende werk. Nadat het door de BBC in 1965 uitgezonden was, als een gedeelte van het programma The Wednesday Play, bleek dat The Confidence Course een succes was en Potter kreeg het verzoek meer bijdragen te leveren. Zijn volgende stuk, Alice (1965), was een controversieel televisiespel dat ging over de relatie tussen Lewis Carroll en zijn muze Alice Liddel. Potters meest geprezen werk uit die periode zijn de semi-autobiografische stukken Stand Up, Nigel Barton! en Vote, Vote, Vote for Nigel Barton; het eerste is een verhaal over een mijnwerkerszoon die naar de universiteit van Oxford gaat, waar hij merkt dat hij wordt verscheurd tussen twee werelden, het laatste heeft dezelfde hoofdpersoon die zich kandidaat stelt voor de Labourpartij—zijn desillusie over de compromissen van de verkiezingspolitiek is gebaseerd op Potters eigen ervaringen. Beide stukken werden geprezen door de critici, maar riepen aanzienlijke spanningen op bij de BBC, vanwege hun mogelijk opruiende kritiek op de partijpolitiek.
Potter deed opnieuw veel stof opwaaien met de Son of Man (The Wednesday Play, 1969), met als hoofdpersoon de Ierse acteur Colin Blakely. Het was een alternatieve visie op de laatste dagen van Jezus, wat ertoe leidde dat hij beschuldigd werd van godslastering. In een interview met Hans Bouma in De Tijd zei hij daarover:

"Wat je ook van religie, het christendom, of het Nieuwe Testament mag vinden: wat er achter zit is het streven naar rechtvaardigheid, mededogen, vrede. De kerk heeft dat streven natuurlijk gefrustreerd, en daarom lijkt het soms alsof ik in mijn werk religie belachelijk maak. Maar ik maak belachelijk wat wij ervan gemaakt hebben. Als men mij zou vragen: bestaat God?, dan zou ik niet weten wat te antwoorden. Maar als ik zou moeten zeggen wat God betekent dan zijn dat woorden als rechtvaardigheid, mededogen, vrede. In Zoon des Mensen heb ik geprobeerd de Christusfiguur uit te beelden als een mens met twijfels. Want die moet hij gehad hebben. Een man die onze pijn wegneemt, moet die pijn ook zelf voelen, inclusief twijfel, wat misschien wel de heftigste vorm van pijn is..."

Hetzelfde jaar droeg Potter Moonlight on the Highway bij aan ITV's serie Saturday Night Theatre. Het stuk draaide om een jongeman, die de herinneringen probeert uit te wissen aan seksueel misbruik, waar hij als kind slachtoffer van was geweest, met behulp van een obsessie voor de muziek van Al Bowlly. Het was niet alleen voor Potter een zeer persoonlijk stuk, maar het is ook opmerkelijk omdat het zijn eerste uitstapje was naar het gebruik van popmuziek om de dramatische spanning in zijn werk op te voeren.
Casanova, Potters eerste televisieserie, werd in 1971 uitgezonden door BBC2. Het was geïnspireerd door de vertaling van William R. Trask, uit 1966, van Casanova's memoires (Histoire de ma vie), waarin Potter de Venetiaanse libertijn opnieuw opvoert als iemand die achtervolgd wordt door zijn afhankelijkheid van vrouwen. De serie maakte gebruik van een niet-lineaire plotstructuur en, zoals de Graham Fuller opmerkte in Potter on Potter, “als kamertoneelstuk en zoektocht naar zichzelf, loopt Casanova duidelijk vooruit op latere werken zoals The Singing Detective.” Het bleek echter controversieel te zijn vanwege het openhartige tentoonstellen van naaktheid en werd bekritiseerd om de seksuele lading. De polemiek achtervolgde ook een ander toneelstuk, Brimstone and Treacle (Play for Today, 1976), dat door de BBC jarenlang werd tegengehouden naar aanleiding van de verkrachting van een gehandicapte vrouw. Ten slotte werd het in 1987 uitgezonden door BBC2, hoewel er al in 1982 een filmversie van was uitgebracht met Sting in de hoofdrol (zie onder).
Potters baanbrekende Blue Remembered Hills werd voor het eerst vertoond op de BBC op 30 januari 1979; het werd opnieuw op de Engelse televisie uitgezonden rond de kerst van 2004 en werd nogmaals, in de zomer van 2005, onder de aandacht gebracht als deel van het winnende decennium (de jaren zeventig), dat gekozen was door de kijkers van BBC Four, als het Gouden Tijdperk van de Britse televisie. De volwassen spelers die de rol van kind speelden waren Helen Mirren, Janine Duvitski, Michael Elphick, Colin Jeavons, Colin Welland, John Bird, en Robin Ellis. Het werd geregisseerd door wijlen Brian Gibson. Het moralistische thema was dat het kind de vader van de man is.
Potter had al eerder gebruikgemaakt van de indrukkende kunstgreep van volwassen spelers die kinderen spelen. Het krachtige beeldende vermogen van de Blue Remembered Hills leeft nog steeds bij de generatie die dat voor het eerst zag, niet het minst vanwege het ongemakkelijke, claustrofobische gevoel dat xenofobe gedachten opriep en angst voor de buitenstaander, wat in de naoorlogse gemoedstoestand binnen de Britse maatschappij wijdverbreid was. In 1980 kreeg hij van de London Weekend Television het lucratieve aanbod om een serie van zes afzonderlijke televisiestukken te schrijven voor ITV, die gevolgd zouden worden door drie stukken geschreven door Jim Allen. Problemen met de financiering leidde ertoe dat er maar drie van die televisiespelen werden uitgebracht: de winnaars van de BAFTA (British Academy of Film and Television Arts)-prijs Blade on the Feather, Rain on the Roof en Cream in My Coffee, dat de Grote Prijs kreeg bij de Prix Italia.
Potter bleef niet alleen in het nieuws, maar kreeg ook bijval van de kritiek voor series als Pennies From Heaven (1978) —dat Bob Hoskins in de schijnwerpers zette—en The Singing Detective (1986), dat hetzelfde deed met Michael Gambon. Hij schreef in 1985 ook het scenario voor de alom geprezen, maar zelden vertoonde miniserie van F. Scott Fitzgeralds Tender Is the Night met Mary Steenburgen als Nicole Diver.
Sommige critici vonden Potters televisieminiserie Blackeyes (uit 1989, ook een roman – zie onder), over een modemodel, genotzuchtig en zij beschuldigden hem ervan dat hij daarmee bijdroeg aan vrouwenhaat, iets waarvan Potter beweerde dat hij dat juist wilde ontmaskeren. Het kritische verzet tegen Potter als gevolg van Blackeyes leidde ertoe dat de Britse sensatiepers hem de bijnaam 'Dirty Den' gaf en zorgde ervoor dat hij een lange periode door de televisie werd buitengesloten. In 1990 beweerde Mary Whitehouse, die al lang kritiek op Potter had uitgeoefend, op de BBC-radio dat Potter beïnvloed was door het feit dat hij er getuige van was geweest dat zijn moeder was vreemdgegaan. Potters moeder kreeg een aanzienlijke schadevergoeding van de BBC en The Listener, waarvan werd verteld dat ze niet onder de indruk waren van de bewering van Whitehouse, dat ze tijdens de uitzending een black-out had gehad en zich daardoor niets kon herinneren van haar woorden. In 1992 regisseerde hij een film, Secret Friends (naar zijn roman, Ticket to Ride), met Alan Bates in de hoofdrol. De uitvoerende producers waren Robert Michael Geisler en John Roberdeau, die later Terrence Malicks The Thin Red Line produceerde. Secret Friends ging in première in New York in het Museum of Modern Art, als sluitstuk van het gala van het, een week durende, Potter-retrospectief van het Museum of Television & Radio. Potter stelde nog voor om een ‘multimedia’-toneelstuk te schrijven voor Geisler-Roberdeau gebaseerd op William Hazlitts Liber Amoris, of The New Pygmalion, maar hij stierf voor hij eraan had kunnen beginnen. Potters romantische komedie Lipstick on your collar (1993) betekende een terugkeer naar traditionelere thema's en het vertrouwde indeling van zes-uur-lange scènes, maar kreeg bij het publiek niet de gewenste bijval, hoewel het wel hielp de carrière van Ewan McGregor in een stroomversnelling te brengen.

### Film
In 1978 was Herbert Ross bezig met het verfilmen van Nijinsky in de Shepperton Studios en nodigde Potter uit om het scenario te schrijven voor zijn volgende project Unexpected Valleys. Nadat hij op een avond Pennies from Heaven op de televisie had gezien, nam Ross contact op met Potter met het voorstel om het te bewerken voor de bioscoop. Het project werd opgestart door MGM als een ‘anti-musical’ met Steve Martin en Bernadette Peters in de hoofdrol. Volgens Potter eiste de studio voortdurend dat er veranderingen werden aangebracht in het script en knipte aanzienlijke stukken uit de film na de eerste proefvertoning. De film werd uitgebracht in 1981, kreeg gemengde reacties van de critici en trok nauwelijks publiek. Potter werd dat jaar echter wel genomineerd voor een Oscar voor de beste filmbewerking, naast Harold Pinter voor zijn The French Lieutenant's Woman.
Nadat hij al een toneelbewerking had gemaakt van Brimstone and Treacle, nadat de televisieproductie door de BBC was afgewezen, begon Potter aan een filmversie. De film werd geregisseerd door Richard Loncraine, die ook Potters Blade on the Feather had geregisseerd voor LWT. De filmmuziek was van The Police, terwijl Sting de rol van de duivel speelde; Denholm Elliot speelde opnieuw de rol van Mr Bates, die hij ook in de oorspronkelijke televisieproductie had gespeeld, terwijl Joan Plowright de rol van Mrs Bates overnam van Patricia Lawrence. Hoewel het een Britse film was, gemaakt door Potters eigen productiemaatschappij (Pennies Productions), prikkelde de keuze van Sting voor een rol de belangstelling van Amerikaanse investeerders. Het resultaat was dat verwijzingen naar het lidmaatschap van Mr Bates van het National Front en een scène waarin rassenscheiding werd besproken eruit werden geknipt—net als veel van de ongewone stijlbloempjes die de televisieproductie overheersten— hoewel de film merkwaardig genoeg veel aanschouwelijker was in de beschrijving van seksueel misbruik en verkrachting. De film was geen kassucces hoewel Stings bewerking van “Spread a Little Happiness” in Engeland terechtkwam op de zestiende plaats van de hitlijst.
Potters scenario voor Gorky Park (1983) leverde hem een Edgar Award op van de Mystery Writers of America, hoewel het maar een zwakke afspiegeling was van de oorspronkelijke roman van Martin Cruz Smith. Hij schreef ook het script voor Dreamchild (1985), een filmbewerking van zijn eerdere televisieversie van Alice. In haar laatste filmrol speelde Coral Browne de oudere Alice Hargreaves die in flashbacks herinneringen ophaalt aan haar jeugd, toen zij voor Lewis Carroll de inspiratiebron was voor zijn Alice in Wonderland. In 1987 bewerkte hij zijn televisiestuk Schmoedipus (1975) voor de film. De daaropvolgende film, Track 29, geregisseerd door Nicolas Roeg, was het laatste project dat Potter zou uitvoeren in Hollywood. De film is nooit opnieuw uitgezonden op de Amerikaanse televisie, hoewel bekend is dat er nog een exemplaar aanwezig is in het New Yorkse Film-museum, met Tim Curry in de hoofdrol.
Potters reputatie binnen de Amerikaanse filmindustrie leidde, na de teleurstellende bezoekersaantallen van Pennies from Heaven en Gorky Park, er uiteindelijk toe dat hij problemen kreeg met de financiële steun voor zijn projecten. Het is bekend dat Potter bewerkingen heeft geschreven van The Phantom of the Opera, The Mystery of Edwin Drood, The White Hotel en zijn eigen televisiestuk Double Dare uit 1976: zij kwamen allemaal tot een voorbereidend productiestadium en werden vervolgens opgeschort. Meer geluk had hij met Mesmer (1993), zijn film over het leven van de 19e-eeuwse pseudowetenschapper Franz Anton Mesmer, hoewel de voltooide film in Europa nog steeds niet is uitgebracht.
De laatste film, waar Potter actief mee bezig is geweest, was Midnight Movie (1994), een bewerking van Rosalind Ashe' roman Moths. Louise Germaine en Brian Dennehy (die respectievelijk in Lipstick on your collar en Gorky Park gespeeld hadden) speelden ook in deze door Renny Rye geregisseerde film de hoofdrol. Omdat de Raad voor de Kunsten de film niet wilde financieren, investeerde Potter zelf een halfmiljoen pond in de productie; BBC-Films verschafte de rest van het benodigde kapitaal. De film werd niet in de bioscoop vertoond omdat de distributeurs geen belangstelling toonden en bleef ongezien tot Potters dood. Uiteindelijk werd de film in november 1994 uitgezonden op BBC2 in het kader van hun “Screen Two”-seizoen, naast een nieuwe versie van zijn televisiestuk Message for Posterity uit 1967.
Een filmversie van The Singing Detective, gebaseerd op Potters eigen bewerking van het scenario, werd uitgebracht in 2003 door Icon Productions. Robert Downey jr. speelde de hoofdrol, naast Robin Wright-Penn en Mel Gibson. Gibson was tevens de regisseur.

### Literaire journalistiek en romans
Potter publiceerde in 1960 zijn eerste non-fictiewerk, The Glittering Coffin, bij de Gollancz Press. Het boek was een ontboezeming over het veranderende gezicht van Engeland door de na de oorlogsjaren opkomende welvaart. In 1962 werd het gevolgd door The Changing Forest: Life in the Forest of Dean Today. Het was gebaseerd op de documentaire “Between Two Rivers” die Potter in 1960 had gemaakt voor het BBC-programma Panorama. Het boek is een onderzoek naar de mobiliteit van de klassen en maatschappij, waaruit al een vroege fascinatie blijkt over de uitwerking van de massamedia op het Britse culturele leven. Afgezien van zijn krantencolumns voor de Daily Herald en de Sun—voordat die in handen kwam van Murdoch—gaf Potter eind jaren zestig zijn politieke schrijfsels op om zich te kunnen wijden aan fictie-onderwerpen.
Hide and Seek (1973) was a metafictie-roman, waarin hij de relatie verkent tussen schrijver en lezer. De hoofdfiguur 'Daniel Miller', is ervan overtuigd dat hij een speeltje is van de alwetende schrijver. Dat idee vormt de kern van Potters twee volgende romans en gedeelten uit Hide and Seek zouden opnieuw opduiken in verschillende van zijn televisiestukken (het meest opvallend in respectievelijk Follow the Yellow Brick Road en The Singing Detective).
Ticket to Ride (1986) werd geschreven tussen de schetsen door van The Singing Detective en gaat over een gedroogde-planten-deskundige, die niet met zijn vrouw kan vrijen tenzij hij zich verbeeldt dat ze een prostitué is. Dat werd in 1987 gevolgd door Blackeyes: een onderzoek naar een model, van wie een oom, die haar misbruikt heeft, een schrijver, gegevens heeft ontvreemd van de ervaringen van zijn nicht in de glamourindustrie, waar hij gebruik van maakt als basis voor zijn nieuwste broodschrijfsel.
In aansluiting op het in 1981 door MGM uitbrengen van de filmproductie van Pennies from Heaven, schreef Potter een romanversie van het scenario. Potter wees het voorstel af om een romanversie te schrijven van de filmversie van Brimstone and Treacle. In plaats daarvan liet hij dat over aan zijn dochter Sarah.

### Toneelstukken
Hoewel Potter maar een enkel toneelstuk schreef, uitsluitend voor opvoering in het theater (Sufficient Carbohydrate, 1983—later, in 1987, voor de televisie verfilmd als Visitors), bewerkte hij verschillende van zijn televisiestukken voor het toneel. Vote, Vote, Vote for Nigel Barton, waarin materiaal uit het daaraan verwante stuk Stand Up, Nigel Barton, een belangrijke rol speelt, ging in 1966 in première, terwijl Only Make Believe, dat scènes bevatte uit Angels Are So Few, in 1974 op het toneel belandde. Son of Man verscheen in 1969 met Frank Finlay in de hoofdrol (Finlay zou ook Casanova spelen in de serie van Potter uit 1971) en is onlangs opnieuw opgevoerd door de Northern Broadsides in het kader van een grote tournee door Engeland. Brimstone and Treacle werd in 1977 voor toneel bewerkt, nadat de BBC geweigerd had de oorspronkelijke televisieversie uit te zenden. De tekst voor het toneelstuk Blue Remembered Hills werd in 1984 voor het eerst gepubliceerd in de verzamelbundel Waiting for the Boat (samen met Joe's Ark en Blade on the Feather) en is sindsdien verschillende malen met succes op het toneel uitgevoerd.

### Laatste werk
Zijn laatste twee televisieseries waren Karaoke en Cold Lazarus (twee met elkaar verwante verhalen, waarin Albert Finney in beide als dezelfde hoofdpersoon optreedt; de eerste speelt zich af in het heden en de andere in de verre toekomst). Ze werden postuum uitgezonden in het Verenigd Koninkrijk als onderdeel van een zeldzame samenwerking tussen de BBC en haar rivaal Channel 4, in overeenstemming met de wens van Potter.
Een neveneffect van zijn laatste wens, dat de BBC en Channel 4 bij deze stukken zouden samenwerken, was dat het copyright en de verdere gebruiksrechten onduidelijk zijn gebleven. Dat is de reden dat Karaoke en Cold Lazarus pas sinds september 2010 leverbaar zijn op dvd.

## Stijl en thema's
Potters werk kenmerkt zich door het gebruik van ongewone kunstgrepen. De playbacktechniek die hij ontwikkelde voor zijn “tv-series met songs” (Pennies from Heaven; The Singing Detective en Lipstick on your collar), het uitgebreide gebruik van flashbacks en niet-lineaire plotstructuren (Casanova; Late Call), rechtstreeks in de camera spreken (Vote, Vote, Vote for Nigel Barton) en stukken waarin “het kind vader van de man is,” waarin hij volwassen acteurs kinderen laat spelen, (Stand Up, Nigel Barton; Blue Remembered Hills) zijn allemaal handelsmerk van Potter geworden. Ze worden vaak gebruikt in stukken waarin de grens tussen fantasie en werkelijkheid vervaagt, vaak als gevolg van de invloed van de popcultuur (De door het Wilde Westen geobsedeerde Willie, gespeeld door Hywel Bennett in Where the Buffalo Roam) of als een speler zich ervan bewust is dat hij een pion is in de handen van een alwetende schrijver (de acteur Jack Black (Denholm Elliot) in Follow the Yellow Brick Road).
In de geest van zijn hanteren van ongewone kunstgrepen, zijn de personages van Potter vaak “verdubbeld;” óf door dezelfde acteur twee verschillende rollen te laten spelen (Kika Markham als actrice én gezelschapsdame in Double Dare; Norman Rossington als Lorenzo de cipier en Engelse reiziger in Casanova) óf door twee verschillende acteurs van wie personage, lot en persoonlijkheden onderling met elkaar verbonden zijn (Bob Hoskins en Kenneth Colley als Arthur en de accordeonspeler in Pennies from Heaven; Rufus (Christian Rodska) en Gina de beer in A Beast With Two Backs).
Een belangrijk motief in de stukken van Potter is het onderwerp verraad, en dat neemt in zijn werk vele gedaanten aan. Soms is het persoonlijk (Stand Up, Nigel Barton), politiek (Traitor; Cold Lazarus) en andere keren seksueel (A Beast With Two Backs; Brimstone and Treacle). In Potter on Potter, gepubliceerd als onderdeel van de Faber and Faber-reeks over schrijvers, vertelde Potter aan de redacteur Graham Fuller dat alle vormen van verraad die in de literatuur voorkomen, in wezen religieus zijn en zijn gebaseerd op "dat heel oude verhaal (het verraad van Jezus)"; dat wordt opgeroepen in een aantal stukken, vanaf de populaire songs in Pennies from Heaven tot Potters gnostische opnieuw verhalen van de laatste dagen van Jezus in de Son of Man.
De “Pinter-achtige” kunstgreep van een ontwrichtende buitenstaander, die een claustrofobische omgeving binnentreedt, is een ander terugkerend thema. In stukken waarin dit voorkomt, voert de buitenstaander een of andere bevrijdende seksuele handeling uit (Rain on the Roof) of een gewelddaad (Shaggy Dog), die daadwerkelijk uitdrukking geeft aan de niet-gesublimeerde verlangens van de personages in dat kader. Terwijl deze kwaadwillende bezoekers meestal bovennatuurlijke wezens zijn (Angels Are So Few), geheime-dienst-agenten (Blade on the Feather) of zelfs verzinsels van de verbeelding van hun eigen gastheer (Schmoedipus), zijn er ook—zeldzame—voorbeelden van goedwillende bezoekers, die door hun aanwezigheid persoonlijke conflicten eerder oplossen, dan er gebruik van maken (Joe's Ark; Where Adam Stood).

## Politiek

### Parlementaire ambities
Potter was bij algemene verkiezingen van 1964 kandidaat voor de Labourpartij in Hertfordshire East, een veilig bolwerk van de Conservatieve Partij, tegen de zittende Derek Colclough Walker-Smith. Tegen het einde van de campagne beweerde hij dat hij dermate gedesillusioneerd was in de partijpolitiek dat hij zelfs niet op zichzelf zou stemmen. Zijn kandidaatstelling had geen resultaat.

### Media en Rupert Murdoch
In 1993 kreeg Potter een half uur in primetime van Channel 4, in hun programma Opinions, geproduceerd door Open Media. Het werd uitgezonden net voor het derde deel van Lipstick on your collar, dat op zichzelf al een beschouwing is over de gevolgen van de massamedia, in dit geval door middel van popmuziek. Het door Potter gekozen onderwerp was wat hij zag als een vervuiling van de nieuwsmedia en de gevolgen daarvan op de vervagende normen bij de Britse televisie. Craig Brown gaf een beschrijving van de uitzending in The Sunday Times (in bezit van Rupert Murdoch):
Potter kondigde meteen al aan: Ik kom straks nog in die goot terecht waarin al zoveel journalisten rondkruipen...Ik ga nu een notoire wraakzuchtige en uiterst machtige vijand maken...de vijand in kwestie is die grossier in geleuter, die wereldwijde straatventer en zogezegde media-psychopaat, Rupert Murdoch... Hannibal de Kannibaal.... 
"Als schouwspel had het alles mee. Ik heb nog nooit iemand voor de televisie zo rechtstreeks en onomwonden in zijn woede horen ventileren. Aan alle kanten leek het alsof je door een krankzinnige op de Buis in de kraag werd gevat. Van verwarrend dichtbij gefilmd, ogenschijnlijk het hele halfuur improviserend, nu eens mompelend en dan weer met een krakende stem, slaagde Potter er op een of andere manier in om het vacuüm, dat op de televisie gewoonlijk de kijker van de bekekene scheidt, te doorbreken. Dat maakte de voorstelling uitzonderlijk."

### Laatste interview
Op 14 februari 1994, vernam Potter dat hij pancreaskanker had met uitzaaiingen in de lever, in een terminaal stadium. Er werd verondersteld dat het een bijwerking was van de medicijnen die hij nam om zijn psoriasis onder controle te houden. Met zijn typerende sardonische humor noemde hij zijn kanker "Rupert", naar Rupert Murdoch, die zozeer alles vertegenwoordigde wat hij verachtelijk vond in de Britse massamedia. Op 15 maart 1994, drie maanden voor zijn dood, gaf Potter een schokkend en gedenkwaardig interview op Channel 4 (hij had de meeste banden met de BBC al verbroken, als gevolg van zijn desillusie over de algemene directeuren Michael Checkland en met name John Birt, over wie hij de befaamde uitspraak had gedaan dat die leek op een “hese Dalek” [de buitenaardse mutanten uit de sciencefictie-tv-serie Doctor Who]), waarin hij over zijn werk sprak en zijn vaste voornemen om tot het einde te blijven schrijven. Terwijl hij nipte aan een morfinedrankje, vertelde hij een zichtbaar aangedane Melvyn Bragg dat hij nog twee stukken wilde voltooien (Cold Lazarus en Karaoke) vóór zijn ophanden zijnde dood: "Het zou me alleen spijten als ik vier bladzijden te vroeg doodga." Het interview werd uitgezonden op 5 april 1994.

## Persoonlijk leven

### Arthritis psoriatica
In 1962 kreeg Potter symptomen van een acute vorm van psoriasis bekend onder de naam arthritis psoriatica, een zeldzame aandoening die de huid aantastte en artritis in zijn gewrichten veroorzaakte. De rest van zijn leven was Potter herhaaldelijk opgenomen in het ziekenhuis, waarbij hij zich soms op geen enkele manier kon bewegen en vreselijke pijn leed. De ziekte verwoestte uiteindelijk zijn handen, en reduceerde ze tot wat hij “knotsen’ noemde. Hij kon alleen maar schrijven door een pen aan zijn hand vast te binden. Potter bleef, tussen de aanvallen van pijn, misselijkheid en diarree, doorschrijven, waarbij hij een pen in zijn samengeklauwde hand vasthield en schreef dan toch met een opvallend net handschrift. "Ik kan geen typemachine gebruiken", zei hij, "omdat mijn strompelende vingers dan meer dan een toets tegelijk aan zouden slaan." Het script van de "Son of Man", dat voornamelijk in het ziekenhuis was geschreven, werd afgeleverd met spetters bloed en vegen corticosteroïdenzalf.

### Weduwnaar en dood
Een paar maanden voordat bij Potter de diagnose alvleesklierkanker werd gesteld, hoorde zijn vrouw Margaret Morgan Potter dat ze borstkanker had. Ondanks zijn eigen verslechterende toestand en slopende werkschema, bleef Potter voor haar zorgen tot zij op 29 mei 1994 stierf. Hij overleed negen dagen later in Ross-on-Wye, Herefordshire, Engeland, 59 jaar oud.

## Kritiek
Potter is af en toe aangevallen door andere televisieschrijvers, vooral door Alan Bennett en Matthew Graham, voor wat zij zagen als een gebrek aan bescheidenheid en zelfkritiek; Graham beschreef hem als iemand die “het spoor bijster was geraakt” na The Singing Detective en die begon te geloven dat “elke regel die uit zijn pen droop het werk van een genie was.” Bennett verwijst in zijn dagboek uit 1998 naar een televisieprogramma “dat helemaal achter Potters eigen beoordeling stond (altijd uitstekend), terwijl er heel wat stof was waar overheen gepraat werd.” Private Eye hekelde hem ooit als Dennis de Ploeteraar, naar aanleiding van het trage tempo in zijn werk en maakte hem ook uit voor “de zeurende toneelschrijver.”

## Nalatenschap
Hoewel Potter maar weinig prijzen kreeg, wordt hij door velen in de tv- en filmwereld nog steeds zeer gewaardeerd. Hij is van invloed geweest op scheppende kunstenaars als Steven Bochco, Alan Ball, Andrew Davies, Charlie Kaufman, Peter Bowker, Margaret Edson en Alain Resnais. Zijn werk is onderwerp geweest van veel kritische essays, boeken, websites en documentaires. Alex Proyas’ sciencefiction-noir, Dark City, bevat een opdracht aan Potter in de aftiteling. BBC-Four onderstreepte de tiende verjaardag van het overlijden van Potter in december 2004 met een belangrijke serie documentaires over zijn leven en werk, samen met de vertoning van Pennies from Heaven en The Singing Detective, en daarnaast verschillende van zijn afzonderlijke stukken—veel daarvan waren na hun eerste uitzending nooit meer vertoond. Zijn invloed heeft zich ook uitgestrekt tot de popmuziek: de band Manic Street Preachers uit Wales maakte gebruik van Potter op de hoestekst van hun single “Kevin Carter” en hun verzamel-cd "Grootste hits", terwijl de Schotse art-rock-band Franz Ferdinand de promotie-video voor hun song “The Dark of the Matinée” vormgaf, geïnspireerd door Blue Remembered Hills en The Singing Detective. Guy Garvey, de zanger van Elbow, heeft gezegd dat hij zijn band heeft vernoemd naar het gesprek in The Singing Detective, waarin de hoofdpersoon zegt dat elbow het mooiste woord is van de hele Engelse taal.

### Voetnoten
1. ↑  Tijdens zijn toespraak in 1993 in het kader van de James MacTaggart Memorial Lecture, verwees Potter heel openhartig naar die bijzondere gebeurtenis, toen hij uitlegde waarom hij besloten had om over te schakelen van krantenjournalistiek naar het schrijven van scenario's: "Er moesten kennelijk andere woorden gevonden worden, met andere functies. Maar waarom? Waarom, waarom, waarom; ik heb mijzelf wanhopig herhaaldelijk diezelfde vraag gesteld, zonder daar enig antwoord op te vinden, of enig geschikt moment om mijn moeder of vader te vertellen dat ik, toen ik tien jaar was, tussen de overwinning op Duitsland en die op Japan, in de val ben gelokt van de seksuele honger van een volwassene en door dat misbruik mijn onschuld verloor."
2. ↑  Carpenter, Dennis Potter, p 96
3. ↑  (Daily Herald, 27 maart 1963)
4. ↑  In zijn James MacTaggart Memorial Lecture, herinnert Potter zich dat hem gevraagd werd "door verschillende achtenswaardige mensen van het bedrijf waarom ik van de Koningin walgde" (Occupying Powers, 1993)
5. ↑  In Potter on Potter, vertelde de schrijver aan Graham Fuller dat hij veronderstelde dat drift van Casanova om zoveel vrouwen te verleiden symptomatisch was voor de tristitia post coitum (letterlijk, ‘de triestheid na de seks.’).
6. 1 2 3 4  Cook, John. "Potter, Dennis (1935-1994)". BFI Screenonline. Gearchiveerd op 28 oktober 2021.
7. ↑  Lawson, Mark (2003-10-31). "Watching the detective". The Guardian.
8. ↑  In het commentaar op de dvd van de originele televisieserie, vertelt de regisseur Piers Haggard dat hij tijdens het filmen Potter benaderde met het voorstel om een filmversie te maken met de oorspronkelijke rolbezetting. Potter zou Haggard geantwoord hebben "geen sprake van – dat hebben we nu al gedaan!"
9. ↑  Potter werkte, onvermeld, mee aan het script voor James and the Giant Peach (De Reuzenperzik, uitgebracht in 1995)— zijn belangrijkste bijdrage was de dialoog voor de boosaardige sprinkhaan. Potter maakt daar een sluwe zinspeling op in Karaoke als het personage Daniel Feeld (Albert Finney) wordt uitgenodigd om een dialoog te schrijven voor een “artritische geit” in een kinderfilm.
10. ↑  Abuse of Privilege, The Sunday Times, 28 maart 1993
11. ↑  BFI. "Interview with Dennis Potter, An (1994) Synopsis". Gearchiveerd op 4 juli 2022.
12. ↑  Potter, Dennis (28 augustus 1993). "Occupying Powers" (herdruk). The Guardian. Toegevoegd op 12 april 2009.
13. ↑  (Carpenter, 224)
14. ↑  Bochco's musical drama Cop Rock (1990) was geïnspireerd door The Singing Detective.
15. ↑  In 1990 vroeg de krant The Observer verschillende Britse televisiescenarioschrijvers om op hun terrein de meest invloedrijke persoon te noemen. Potter werd uitgeroepen tot de meest invloedrijke. Davies, die voor Potter koos, zei "er kan tegenwoordig geen enkele schrijver, die voor de televisie of voor enige ander medium werkt, meer zijn die zelfs maar aanspraak kan maken op de helft van de invloed van Dennis Potter."
16. ↑  Bowkers BBC-dramaserie Blackpool (2004) was een poging om, in de schaduw van Pennies from Heaven en The Singing Detective, de Britse musical te doen herleven…
17. ↑  Zijn musical On connaît la chanson (1997) is aan hem opgedragen.
18. ↑  Daaronder bevinden zich de Nigel Barton-stukken, A Beast with Two Backs, Follow the Yellow Brick Road, Son of Man, Double Dare, Where Adam Stood, Joe's Ark, Brimstone and Treacle en Blue Remembered Hills.

- Bibliothèque nationale de France: cb12330438c (data)
- Gemeinsame Normdatei: 119146177
- International Standard Name Identifier: 0000 0001 0908 9521
- Library of Congress Control Number: n81089115
- MusicBrainz: 9e9fe77d-d18a-48c9-bd73-210fa5f81ad2
- Nationale Bibliotheek van Tsjechië: pna2004261729
- Nationale Bibliotheek van Israël: 987007308354805171
- Nederlandse Thesaurus van Auteursnamen: 070929726
- SNAC: w6060vp6
- Système universitaire de documentation: 032233868
- Virtual International Authority File: 64076985
- WorldCat: E39PBJqk68BVymT7JktMfYk7HC